# Tipuloidea
Tipuloidea Coquillett, 1901, è un vasto raggruppamento di insetti dell'ordine dei Ditteri (Nematocera: Tipulomorpha), comprendente oltre 17000 specie. A volte identificata, tassonomicamente, con la famiglia dei Tipulidae sensu lato, questa superfamiglia comprende insetti "tipuloidi", caratterizzati dal corpo di medie o grandi dimensioni, esile, con zampe molto lunghe e ali ampie, strette e allungate. Per il particolare sviluppo delle zampe, in inglese sono in generale denominate crane flies ("mosche gru"), per quanto a rigore si usi questo termine per fare riferimento ai Tipulidae sensu stricto.

## Descrizione
L'adulto dei Tipuloidea è un insetto impropriamente confuso con le zanzare, da cui differiscono per molteplici caratteri. Il corpo è di grandi o medie dimensioni, con 10 cm di apertura alare nelle specie più grandi, esile e allungato, con livree dai colori variabili.
Il capo è morfologicamente simile a quello dei Mecotteri: è prognato, con capsula cranica trasversa e prolungata in avanti per il marcato sviluppo in lunghezza della regione subgenale e del clipeo. Gli ocelli sono assenti e gli occhi sono grandi, subsferoidali e distanziati. Le antenne sono generalmente composte da 12-16 articoli. apparato boccale provvisto di palpi mascellari marcatamente lunghi, composti da quattro articoli.
Il torace, moderatamente convesso, presenta sul mesonoto la tipica sutura dorsale a V, carattere ricorrente anche nei Trichoceridae e nei Ptychopteromorpha, con estremi laterali ubicati anteriormente rispetto all'articolazione delle ali e vertice a contatto con lo scutello. Le zampe sono notevolmente lunghe ed esili per l'eccezionale sviluppo dei femori, delle tibie e dei tarsi e si distaccano facilmente, per autotomia, in corrispondenza dei trocanteri. Le ali sono ampie, strette e allungate, con nervatura complessa caratterizzata, in generale, dallo sviluppo della costa sull'intero margine dell'ala, dallo sviluppo in lunghezza della subcosta, dalla presenza di due nervature anali raggiungenti il margine e, in genere, dalla presenza di una cellula discale.
L'addome, sottile e allungato, nelle femmine presenta gli ultimi uriti induriti e formanti un ovopositore di sostituzione.
La larva è apoda ed eucefala, cilindrica, con capo retrattile. La parte caudale è provvista usualmente di papille anali.

## Sistematica
La superfamiglia, comprendente oltre 17000 specie, è uno dei raggruppamenti più vasti dell'ordine dei Ditteri. Gli schemi tassonomici ricorrenti propendono per due differenti suddivisioni. La prima suddivide la superfamiglia nelle seguenti quattro famiglie:
- Cylindrotomidae
- Limoniidae
- Pediciidae
- Tipulidae

La seconda comprende nella superfamiglia la sola famiglia dei Tipulidae, includendovi le sottofamiglie Cylindrotominae e Limoniinae e, in quest'ultima, la tribù dei Pediciini.
La superfamiglia comprende inoltre due famiglie fossili, Architipulidae e Eolimnobiidae, datate rispettivamente al Triassico superiore e al Giurassico inferiore.